# Mangy Love
Mangy Love è l'ottavo album in studio del musicista statunitense Cass McCombs, pubblicato nel 2016.

## Tracce
Testi e musiche di Cass McCombs.
1. Bum Bum Bum – 4:59
2. Rancid Girl – 4:22
3. Laughter Is the Best Medicine – 5:18
4. Opposite House – 4:14
5. Medusa's Outhouse – 4:55
6. Low Flyin' Bird – 6:01
7. Cry – 4:45
8. Run Sister Run – 5:51
9. In a Chinese Alley – 3:15
10. It – 5:11
11. Switch – 4:14
12. I'm a Shoe – 6:06